# 里吉うたの
里吉 うたの（さとよし うたの、2000年9月22日 - ）は、日本の歌手、アイドル、女優。女性アイドルグループBEYOOOOONDS、SeasoningSのメンバー。
東京都日野市出身。アップフロントプロモーション所属。

## 略歴
2018年
- 「ハロー!プロジェクト“ONLY YOU”オーディション」に応募し、BEYOOOOONDSに合格。
- 12月3日、山野ホールで開催されたファンクラブイベント『BEYOOOOONDS 〜冬の陣 ZIN〜』にて、平井美葉・小林萌花とともに追加メンバーとしてお披露目。

2019年
- 8月7日、『眼鏡の男の子/ニッポンノD・N・A!/Go Waist』でBEYOOOOONDSとしてメジャーデビュー。

2020年
- 10月22日、テレビ朝日系列『科捜研の女 Season 20』第1話にゲスト出演し、ドラマデビュー。

2021年
- 1月2日、1st写真集『うたのびより』を発売。

2023年
- 1月13日、Instagramを開設。

2024年
- 9月18日、同年秋に開催されるBEYOOOOONDSのコンサートツアー「BEYOOOOONDS CONCERT TOUR 2024 AUTUMN『DISCOOOOOTHEQUE』」で初披露される新曲「あゝ君に転生」の振付を担当することを発表。

## 人物
- メンバーカラーはミディアムブルー。血液型A型。
- 5歳からダンスを習い始める。ヒップホップのミドルスクールから始めて[11]、ジャズ、ハウス、ロックなど、ストリートダンスにおける様々なダンスを経験し、中学1年生のころには即興で振付もできるようになる。ワッキングを得意としている[12]。なお、一番長くやっているのはヒップホップだという[13]。
- BEYOOOOONDS加入以前の高校時代には、吉祥寺シアター演劇部に所属していたことがある[14][15]。
- イヤリングや髪飾りなどのアクセサリーを作ることを趣味とし[16]、反物から仕立てて浴衣を手作りするなど[17]、手先の器用さには自信がある[18]。また、メイクを研究することが好きで、ブログはメイクに関する記述も多い[12]。
- 好きなドラマは『科捜研の女』。小学生の時に再放送を見始めて夢中になる[19]。新シーズンの放送が発表された際にはブログに「私の幸せな木曜日が帰ってくる」と記述しており[20]、動画やイベント・SNSなどを通じて作品への思いを発信、投稿してきたことがドラマ制作陣の目に留まり、シーズン20第1話へのゲスト出演が決定。ドラマデビューとなった[7]。
- 幼少期から『プリキュア』が好き[21]。後に『セーラームーン』や『カードキャプターさくら』も好きになり、漫画がきっかけだという[22][23]。好きなサンリオキャラクターはタキシードサム[24]。
- 高校生時代は茶道部に所属[25]。茶道を特技として挙げている[4]。
- 「うーたん」というニックネームは山﨑夢羽によって付けられており、里吉自身も気に入っているという[26]。
- モーニング娘。の「まじですかスカ!」のMVを観て[12]、小学4年生からハロプロを好きになり、当時はモーニング娘。の9期メンバーや、小田さくらが特に好きだった。里吉と同年代の牧野真莉愛、羽賀朱音がモーニング娘。へ加入したことに刺激を受け、ダンスを仕事にしたいという思いからオーディションを受ける[27]。目標の先輩は小田さくら（モーニング娘。）、中西香菜（元アンジュルム）[18]。

## 出演

### テレビドラマ
- 科捜研の女 Season20 第1話（2020年10月22日、テレビ朝日） - 河合範子 役[7]

### ラジオ
- 60TRY部（2025年5月13日 - 、ラジオ日本） - 火曜日レギュラー出演（伊勢鈴蘭と1週おきに交代）

### ウェブ番組
- 矢口真里の火曜The NIGHT（2021年9月28日、AbemaTV） - 代理MC

### ライブ
- 小片リサ「bon voyage!」（2022年5月25日・26日、COTTON CLUB / 6月11日・12日、松下IMPホール） - Support Dancerとして出演[28]

### 舞台
- Mrs. fictions『15 Minutes Made Anniversary』（2017年8月23日 - 27日、吉祥寺シアター） - 吉祥寺シアター演劇部[29]
- 全労済ホール/スペース・ゼロ提携公演 演劇女子部「不思議の国のアリスたち」（2019年4月18日 - 29日、全労済ホール/スペース・ゼロ） - ダイヤ 役
- こくみん共済 coop ホール／スペース・ゼロ提携公演 演劇女子部「リボーン〜13人の魂は神様の夢を見る〜」（2019年11月14日 - 24日、こくみん共済 coop ホール／スペース・ゼロ） - コウノトリ（シミョウ） 役
- こくみん共済 coop ホール(全労済ホール)／スペース・ゼロ提携公演 演劇女子部「アラビヨーンズナイト」（2020年10月9日 - 18日、こくみん共済 coop ホール／スペース・ゼロ） - 盗賊・他（アミン） 役
- こくみん共済 coop ホール(全労済ホール)／スペース・ゼロ提携公演 演劇女子部「眠れる森のビヨ」（2021年4月16日 - 25日、こくみん共済 coop ホール／スペース・ゼロ） - カナエ 役
- こくみん共済 coop ホール(全労済ホール)／スペース・ゼロ提携公演 演劇女子部「ビヨサイユ宮殿」（2022年11月11日 - 20日、こくみん共済 coop ホール／スペース・ゼロ） - リーナ 役
- 演劇女子部「ビヨスパイ～消えたアタッシュケース～」（2023年11月11日 - 19日、こくみん共済 coop ホール／スペース・ゼロ / 11月23日 - 26日、サンケイホールブリーゼ） - マコ 役

## 書籍

### 写真集
- うたのびより（2021年1月2日、オデッセー出版、撮影：西村康）ISBN 978-4-908643-57-6[9]

## 参加ユニット
- BEYOOOOONDS（2018年 - ）
- SeasoningS（2021年 - ）
- ハロプロ・オールスターズ（2019年 - 2020年）